# Горличка велика
Горличка велика (Leptotila megalura) — вид голубоподібних птахів родини голубових (Columbidae). Мешкає в Болівії і Аргентині.

## Опис
Довжина птаха становить 29-32 см. Виду притаманний статевий диморфізм. Лоб сірий, тім'я сизе. Обличчя охристе або рожевувато-охристі. Верхня частина тіла і хвіст темно-рудувато-коричневі, задня частина шиї і верхня частина спини мають пурпуровий відблиск. Груди і шия з боків сірувато-рожеві, живіт білий. Очі дуже темні, навколо очей білі кільця.

## Поширення і екологія
Великі горлички мешкають на східних схилах Анд в Болівії і північно-західній Аргентині. Вони живуть у вологих гірських тропічних лісах, у високогірних чагарникових заростях Юнги, в сухих тропічних лісах Prosopis та на полях. Зустрічаються поодинці або парами, на висоті від 900 до 2800 м над рівнем моря. Гніздяться в чагарниках або на деревах, в кладці 2 яйця.